# Ambronay
 Ambronay  [ɑ̃.bʁɔ.ne] es una comuna francesa situada en el departamento de Ain, de la región de Auvernia-Ródano-Alpes.

## Demografía
| 1 037 | 1 193 | 1 270 | 1 862 | 1 996 | 2 146 | 2 219 | 2 503 | 2 726 |
| Para los censos de 1962 a 1999 la población legal corresponde a la población sin duplicidades (Fuente: INSEE [Consultar]) |       |       |       |       |       |       |       |       |